# Ralph Ceder
Ralph Ceder (2 de fevereiro de 1897 – 29 de novembro de 1951) foi um diretor e roteirista norte-americano. Ele dirigiu 88 filmes na década de 1920, 1930 e 1940.

## Biografia
Ceder nasceu em Marinette, Wisconsin, a 2 de fevereiro de 1897. Seus pais foram Eugene Martin Ceder (1865–1924) e Petrea Christina (Jensen) Ceder (1869–1946), imigrantes da Suécia e Dinamarca. Ele foi casado várias vezes: primeiro com Molly Moore ou Horowitz em 1918; depois com Elizabeth Mceacharn em 1926; e Jacquetta Calvin em 1931. Faleceu em Los Angeles, Califórnia, a 29 de novembro de 1951.

## Carreira
Ceder começou a fazer filmes em 1917, e trabalhou para Universal Studios e Paramount Pictures. Ele também dirigiu para Mack Sennett.

## Filmografia selecionada
- Roughest Africa (1923)
- The Whole Truth (1923)
- The Soilers (1923)
- Mother's Joy (1923)
- Zeb vs. Paprika (1924)
- Brothers Under the Chin (1924)
- Near Dublin (1924)
- The Joke's on You (1925)
- They All Fall (1925)
- Dumb Dicks (1931); curta-metragem
- A Fool's Advice (1932)
- Guests Wanted (1932); curta-metragem
- Captain Bill (1936)